# Динамо (ватерпольный клуб, Киев)

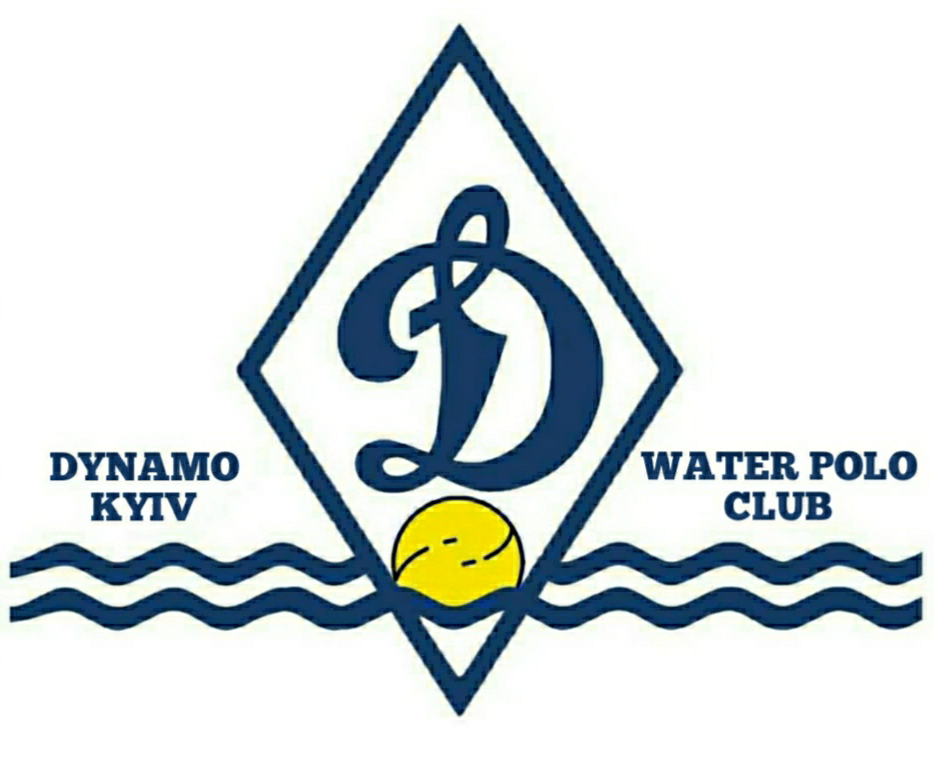
Эмблема ВК «Динамо» Киев

Ватерпольный клуб «Динамо» Киев — мужской ватерпольный клуб из Киева. Основан в 1938 году. Обладатели Кубка СССР (1980). Чемпион Украины (2000). Обладатель Кубка Украины (2005).

## История
Команда Киева начала принимать участие в чемпионатах СССР с 1938 года под названием «Водник». К чемпионату СССР 1962 киевляне выступали под названием ДСО «Водник», «Большевик», «Искра» — 1950 год, «ОДО»-Киев — 1951 год, «СКИФ-Киев» — В 1961 году.
Только в 1962 году команда дебютировала под флагом «Динамо» и заняла 11-е место. Возглавлял команду в те времена Жорж Петрович Колесников.
Постепенно команда набиралась игрового опыта, а в 1964 году тренером команды «Динамо» стал Михаил Михайлович Авдеев. В том же году «Динамо» заняло 8-е место в чемпионате СССР, в 1965 году — 9-е место, 1966 году — 7-е место, 1968 году — 7-е место, 1969 году — 8-е место, 1970 году — 4 место, в 1971 и 1972 годах — 9-е место. В 1973 командой было добыто 4-е место, а в 1974 и 1975 годах «Динамо» впервые в своей истории получило бронзовые медали чемпионата. В следующем, 1976 году, киевляне выиграли уже серебряные медали, в 1977 году — бронзовые.
Последующие годы были для «Динамо» менее удачными 1978 год — 6-е место, 1979 год — 4-е место, 1980 год — 8-е место, 1981 год — 8-е место, 1982 год — 5-е место, 1983 год — 9-е место, 1984 год — 5-е место. Стоит отметить, что в 1980 году, несмотря на неудачу в чемпионате, «Динамо» впервые выиграло Кубок СССР.

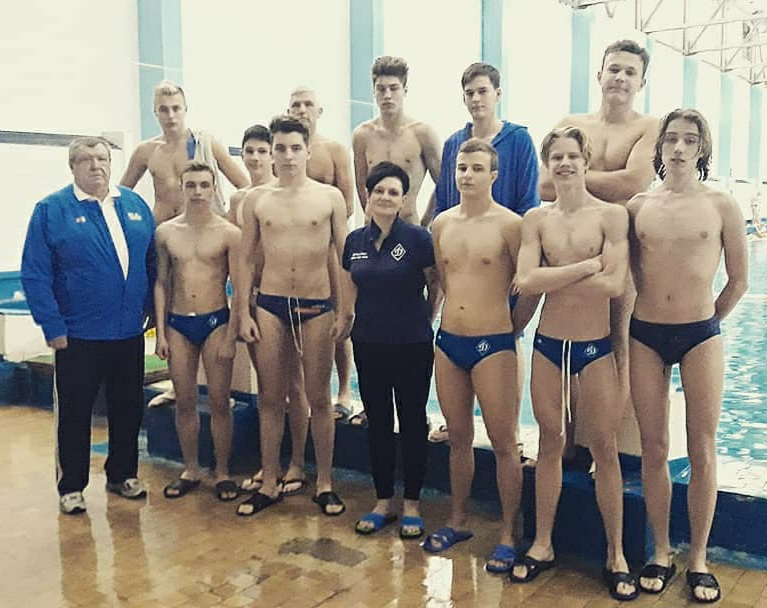
Состав ВК «Динамо» Киев в феврале 2020

В это время в «Динамо» сменился тренер: после перехода Михаила Авдеева на преподавательскую работу, команду возглавил Алексей Степанович Баркалов, его заменяли Александр Сергйович Захаров и Александр Михайлович Войтович. Последний до сих пор тренирует киевскую команду и является её главным тренером.
Значительный вклад в развитие водного поло в киевской организации «Динамо» внес игрок, а затем и тренер Владислав Павлович Механошин. Под его руководством юношеская команда «Динамо» неоднократно завоевывала призовые места на первенствах Украины. Многие из его воспитанников пополнили основной состав и успешно выступали в команде мастеров «Динамо».
Во времена независимости Украины, в 1997 году «Динамо» заняло 2-е место на Спартакиаде Украины, а в 1999 году — 1-е место в этих соревнованиях. В 2000 году киевляне выиграли чемпионат Украины, в 2001 году — заняли второе место. В 2005 году «Динамо» под руководством Качалова Александра Юрьевича становится бронзовым призёром чемпионата Украины и завоевывает Кубок Украины.
Начиная с 2006 года команда мастеров «Динамо» перестает принимать участие в чемпионатах Украины, а весь тренерский состав переходит на работу в комплексную СДЮШОР «Динамо» города Киева. Тренеры и по сей день занимаются там практической работой в бассейне «КПИ», готовят молодых спортсменов, участвующих в юношеских соревнованиях.